# Ronvaux
Ronvaux ist eine französische Gemeinde mit 105 Einwohnern (Stand: 1. Januar 2022) im Département Meuse in der Region Grand Est (vor 2016: Lothringen). Sie gehört zum Arrondissement Verdun, zum Kanton Étain und zum Gemeindeverband Territoire de Fresnes-en-Woëvre.

## Geographie
Die Gemeinde liegt im 1974 gegründeten Regionalen Naturpark Lothringen. Umgeben wird Ronvaux mit den Nachbargemeinden Watronville im Norden, Manheulles im Osten sowie Haudiomont im Süden und Westen.

## Bevölkerungsentwicklung
| Jahr                       | 1962 | 1968 | 1975 | 1982 | 1990 | 1999 | 2006 | 2011 | 2019 |
| Einwohner                  | 100  | 61   | 60   | 69   | 75   | 83   | 86   | 95   | 89   |
| Quellen: Cassini und INSEE |      |      |      |      |      |      |      |      |      |

## Sehenswürdigkeiten
- Kirche der Himmelfahrt der Heiligen Jungfrau (Église de l’Assomption-de-la-Sainte-Vierge), erbaut 1781, im Ersten Weltkrieg zerstört und 1928 wieder aufgebaut
- Denkmal für die Toten des Ersten Weltkriegs

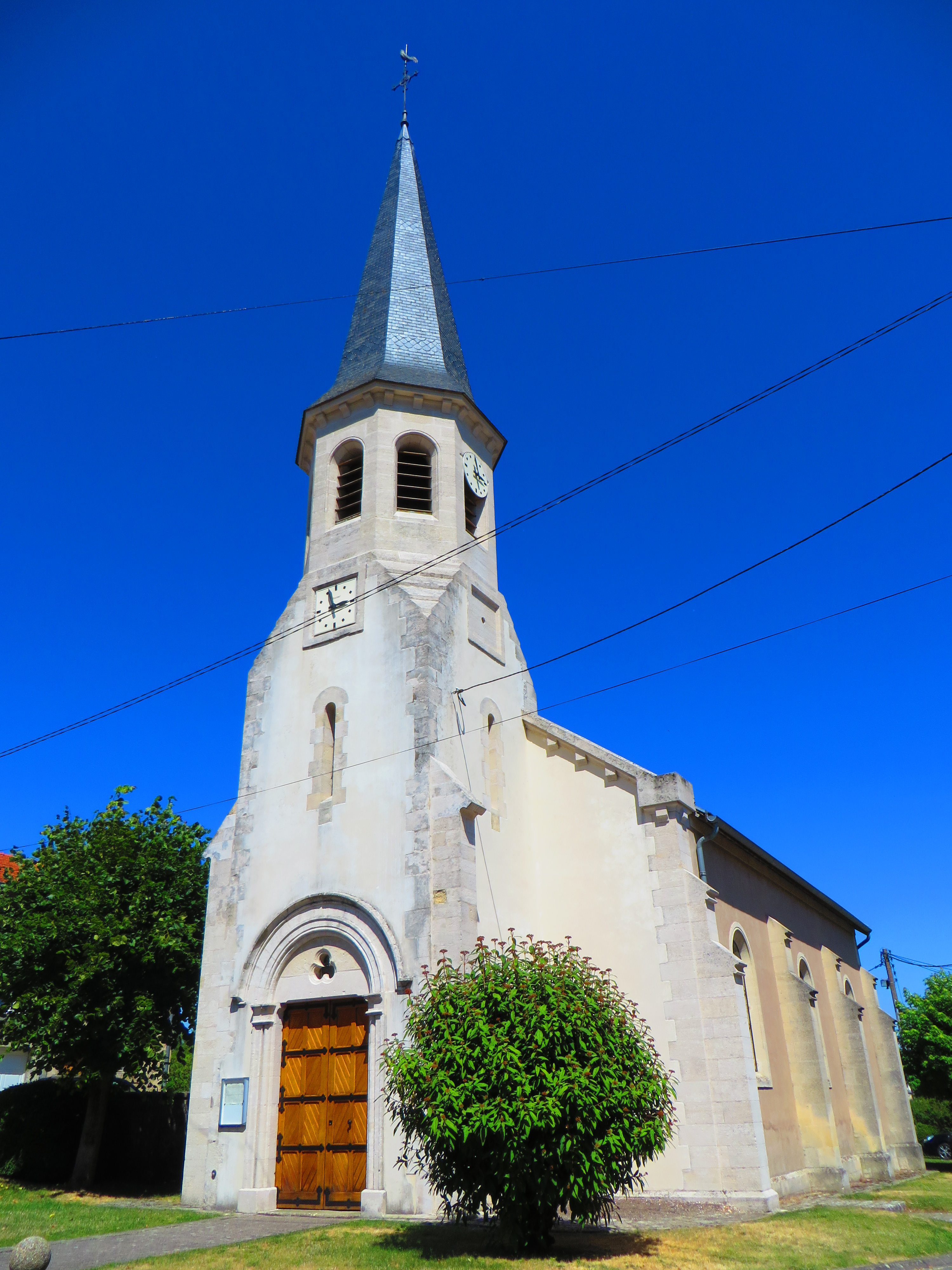
Kirche der Himmelfahrt der Heiligen Jungfrau
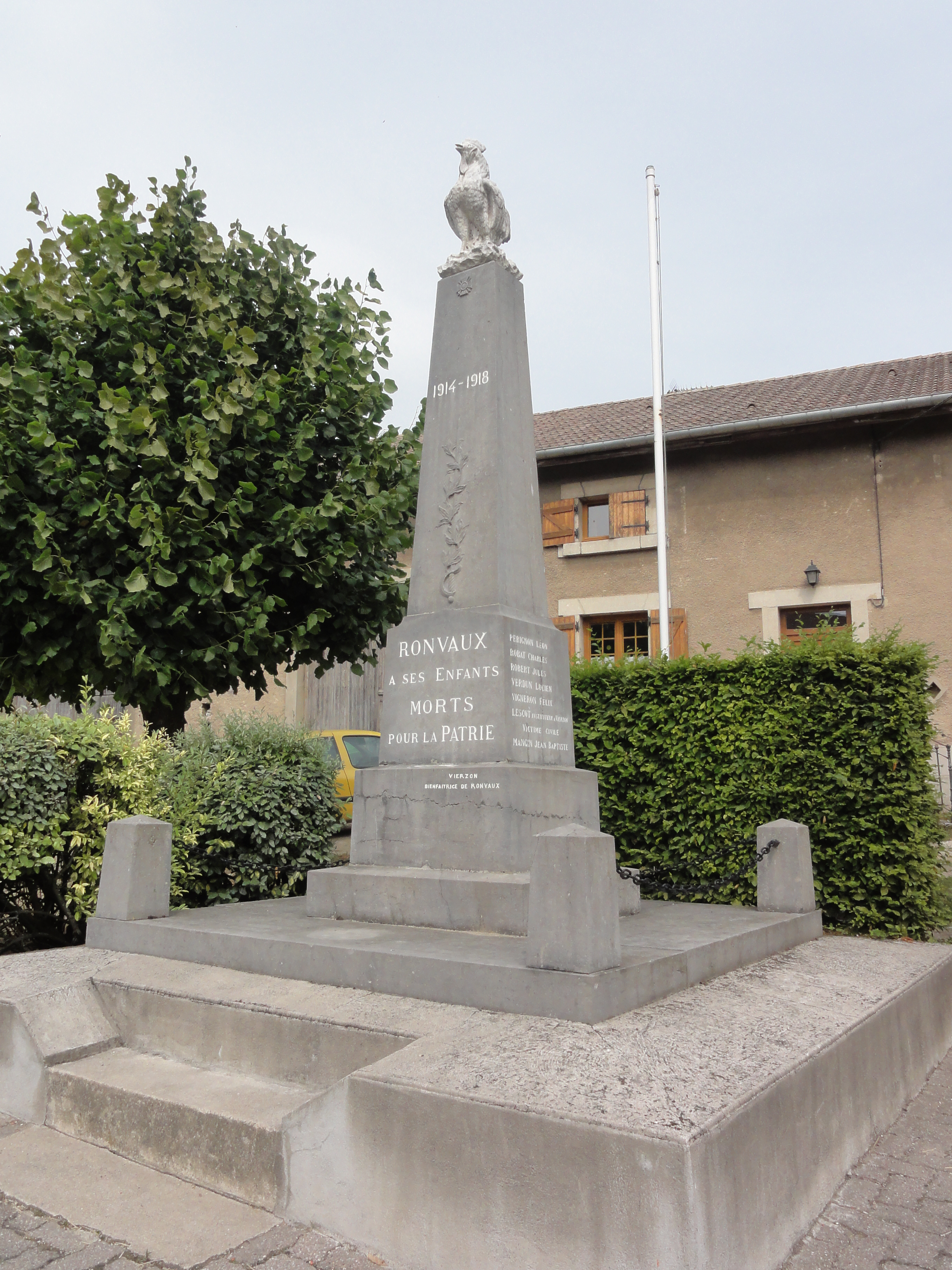
Denkmal für die Kriegstoten von Ronvaux